# Arif Çoban
Arif Çoban (* 5. September 1984 in Ankara) ist ein ehemaliger türkischer Fußballspieler.

## Sportlicher Werdegang
Çoban entstammt der Jugend von MKE Ankaragücü, von der Reservemannschaft wechselte er 2004 für zwei Spielzeiten auf Leihbasis zum Viertligisten Altındağ Belediyesi Kızılcahamam Belediyespor. Im Sommer 2006 wurde er kurz nach seiner Rückkehr zu MKE Ankaragücü zu İnegölspor transferiert. Nach zwei Jahren ging er zunächst zum Çorum FK, nach einer Halbserie zu Tokatspor. 
Im Januar 2011 wechselte Çoban zu Türk Telekomspor, nach dem Absturz in den Amateurbereich ein halbes Jahr später ging er zu Pendikspor. Dort blieb er bis Februar 2015, als er sich Ankara Keçiörengücü anschloss. Im Sommer des Jahres ging er zu Bugsaş Spor FK weiter. Im Sommer 2017 kehrte er zu Tokatspor zurück, wo er später seine Karriere beendete.